# Julia de sacerdotiis
Julia de sacerdotiis va ser una llei romana establerta per Juli Cèsar que derogava la llei Domitia de sacerdotiis, i establia que a les eleccions pels càrrecs sacerdotals hi podria participar qualsevol candidat absent.